# 霍傑日縣

52°59′N 16°54′E / 52.983°N 16.900°E
霍傑日縣（波蘭語：Powiat chodzieski），是波蘭的縣份，位於該國中西部，由大波蘭省負責管轄，首府設於霍傑日，面積681平方公里，2006年人口46,967，人口密度每平方公里69人。